# Mermessus jona
Mermessus jona là một loài nhện trong họ Linyphiidae.
Loài này thuộc chi Mermessus. Mermessus jona được miêu tả năm 1938 bởi Bishop & Crosby.